# Miąskowo (powiat średzki)
Miąskowo – wieś w Polsce, położona w województwie wielkopolskim, w powiecie średzkim, w gminie Krzykosy.
| SIMC    | Nazwa   | Rodzaj     |
| ------- | ------- | ---------- |
| 0586879 | Antonin | przysiółek |

W latach 1975–1998 wieś należała administracyjnie do województwa poznańskiego.